# Orozko
Orozko – gmina w Hiszpanii, w prowincji Biskaja, w Kraju Basków, o powierzchni 102,72 km². W 2011 roku gmina liczyła 2549 mieszkańców.